# 小林市コミュニティバス

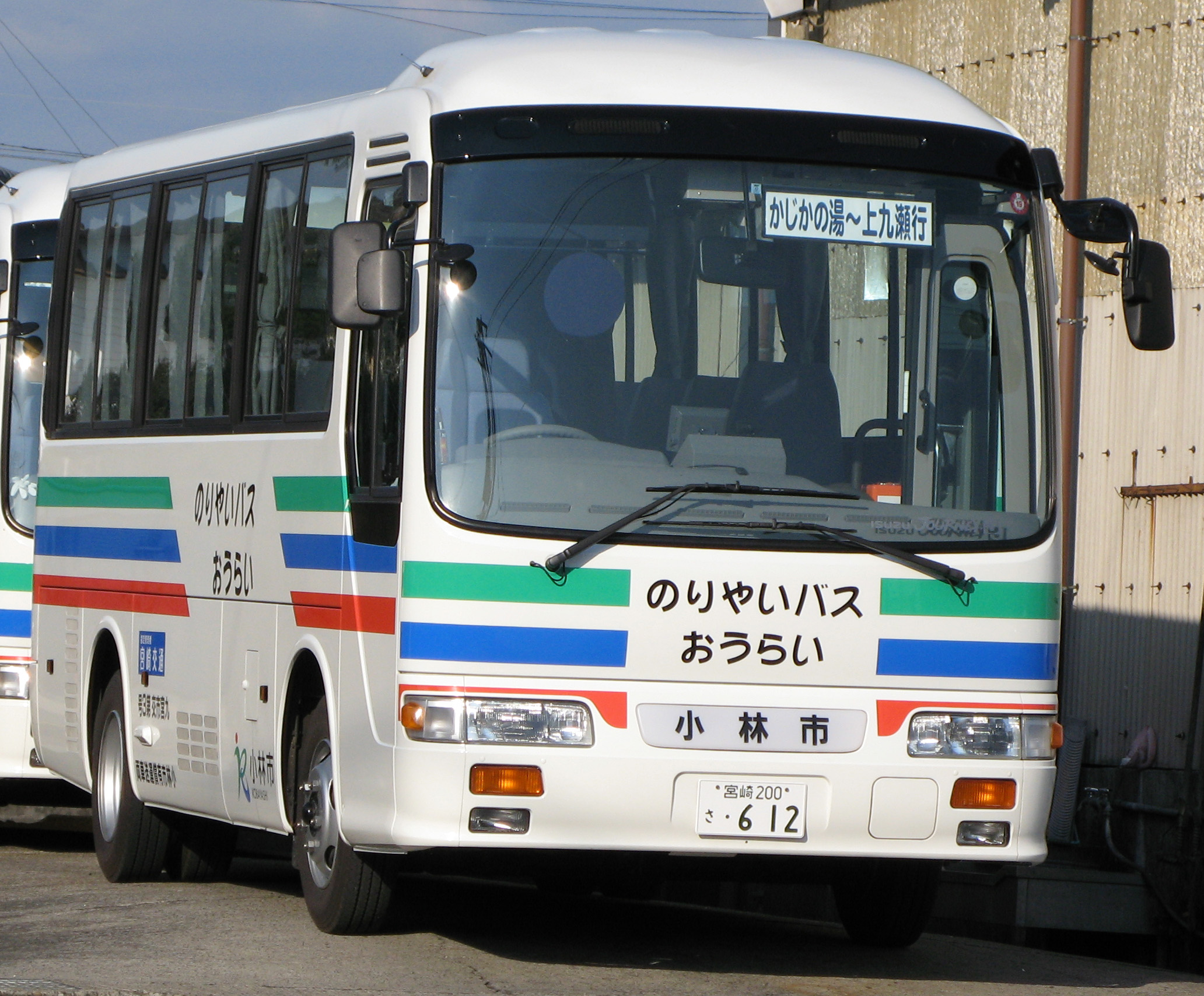
小林市コミュニティバスの車両（いすゞ・ジャーニーJ）

小林市コミュニティバス（こばやししコミュニティバス）は、宮崎県小林市が運行するコミュニティバスである。愛称はのりやいバス「おうらい」。
自家用自動車（白ナンバー車）による有償運送で、運行業務は宮崎交通に委託されている。
宮崎交通の須木上九瀬線、岡原線、市内循環線、及び市内乗合タクシー路線が廃止されるのに伴い、その代替として運行開始した。なお、市内乗合タクシー路線についても「#乗合タクシー」の節で記述する。

## 沿革
- 2007年10月1日 - 運行開始。
- 2009年4月1日 - ダイヤ改正、新路線開設。
- 2010年4月1日 - ダイヤ改正、ルート変更。
- 2013年4月1日 - ダイヤ改正、ルート変更。[1]
- 2025年4月1日 - ダイヤ改正、ルート変更。[3]

## 運賃・乗車
2023年11月現在、宮崎交通のホームページより記載。
- ア:三松循環線…1回100円
- イ:上記以外(地区をまたがる場合)…1回200円
- 小学生・障害者(大人)は半額、未就学児は無料（但し通園など定期的利用の場合は小学生と同様に半額）
- 回数券は200円券11枚綴り2,000円
- 定期券は普通料金イの区分について発行(学生及び障がい者大人のみ)

1ヶ月分…4000円
3ヶ月分…12000円
※実証実験期間中のため、通常料金の半額
※回数券はコミュニティバス車内及び小林バスセンターで購入可能
※定期券は小林バスセンターでのみ購入可能

## 路線

### 2025年4月1日時点の路線
上九瀬線

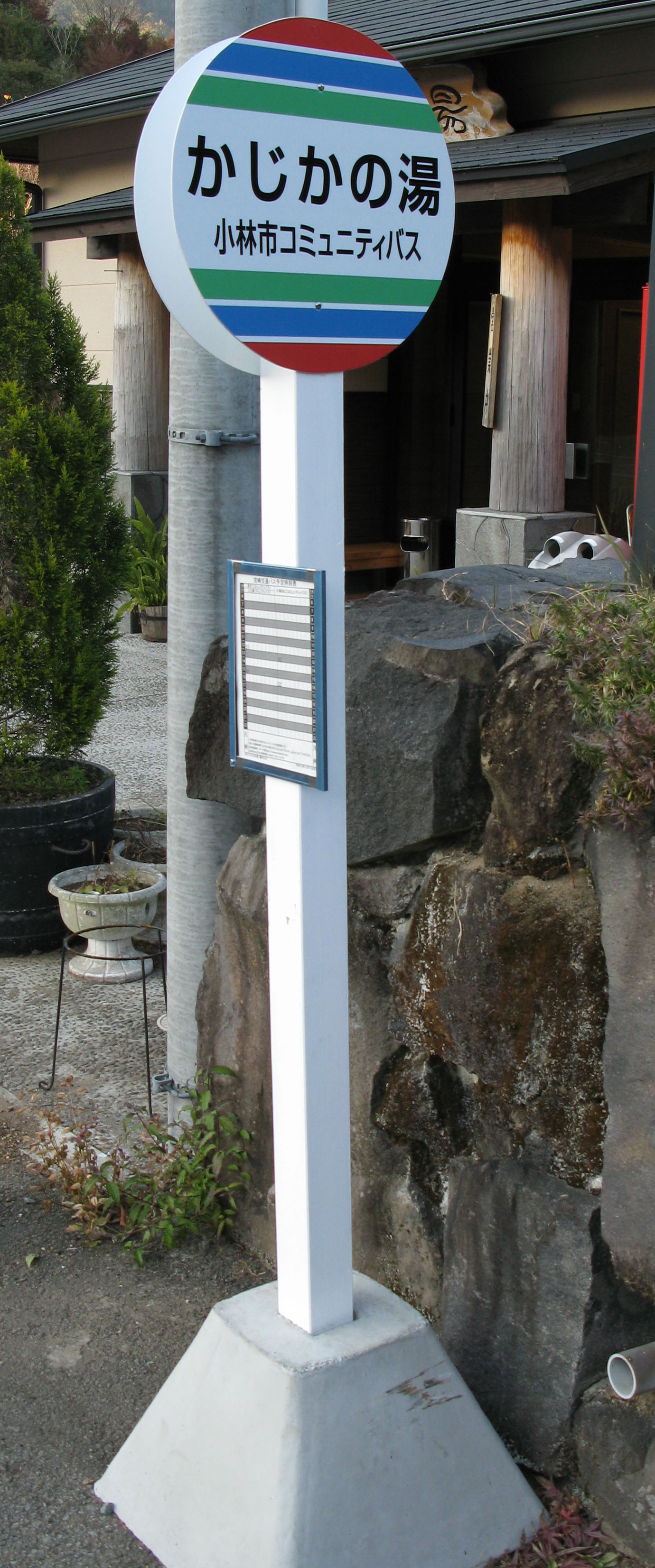
コミュニティバスのバス停
※この停留所は現存しない

- 小林バスセンター - 市役所下 - 小林高校前 - 下の馬場 - 東方 - 山ノ口原 - 猫坂 - 麓 - 坂の下 - 須木庁舎前 - 夏木 - 上九瀬
  - 平日・土曜5往復、日祝3往復。
  - 転換前から宮交バスで運行していた路線である。
  - 2007年の運行開始当初は、麓から枝分かれするかたちでかじかの湯に乗り入れていたが、2009年の改正でかじかの湯バス停が廃止された。
  - 土平日に限り、小林駅方面は始発を、上九瀬方面は最終便を小林原経由で運転する。
  - 火・木曜日に限り、始発から2便目を上原経由で運転する。

上九瀬線（上原経由）
- 小林バスセンター - 小林原 - 内村病院前 - 小林原 - 上原 - 山ノ口原 - 猫坂 - 麓 - 坂の下 -須木庁舎前 - 夏木 - 上九瀬
  - 火・木曜日のみの1往復運行。

岡原循環線
- 小林バスセンター - 市役所下 - 小林高校前 - 下の馬場 - 永久津 - 永久井野 - 岡原 - 上黒仁田 - 永久津小前 - 永久津 - 小林バスセンター
  - 火・水・金曜日のみ2便運行。
  - 転換前から宮交バスで運行していた路線である。

種畜牧場循環線
- 小林バスセンター - 市役所下 - 南島田 - 細野小前 - 夷守 - 下竹山 - 山中 - 夷守 - 小林バスセンター
  - 月曜・木曜・土曜のみの3往復運行。
  - 転換前から小林 - 種畜牧場として運行しており、転換後種畜牧場線が、南が丘まで延長する形で統合したが、2009年の改正で再分割された。

南ヶ丘線
- 小林バスセンター - 市役所下 - 水落し - 平の前 - 加冶屋 - 大王 - 南ヶ丘中央
  - 火曜・木曜・土曜のみの3往復運行。
  - 2009年の改正で、水落し - 大王の運行経路が変更となった。

環野・千歳線
- 小林バスセンター - 市役所下 - 南上西町 - 孝の子入口 - 小林IC前 - 生駒高原 - 環野 - 千歳
  - 月曜・水曜・金曜のみ3往復運行。
  - 転換前については後述
  - 2009年の改正で、環野線が千歳まで延長される形で統合された。

運動公園循環線
- 小林バスセンター - 市役所下 - 伊東塚前 - 緑ヶ丘野球場 - 運動公園入口 - 市営野球場前 - 十三塚 - 上西町 - 市役所下 - 文化会館前 - 小林バスセンター
  - 月曜・水曜・金曜のみ3便（うち1便は逆循環）。
  - 2009年の改正で小林バスセンター→運動公園入口の経路が変更となった。（逆経路は変更なし）

鸙野循環線
- 小林バスセンター - 下の馬場 - 水の手 - 二原 - 鸙野 - 市谷入口 - 石阿弥陀 - 下の馬場 - 小林バスセンター
  - 月曜・木曜のみ2便
  - 2009年の改正で追加された。

深草循環線
- 小林バスセンター - 市役所下 - 種子田 - 西永久津公民館 - 深草 - 石塚 - 種子田 - 小林バスセンター
  - 火曜・木曜のみ2便（うち1便逆循環）
  - 2009年の改正で追加された。

大出水循環線
- 小林バスセンター - 市役所下 - 孝の子入口 - 窪田 - 巣の浦 - 大出水 - 西小林小前 - 窪田 - 小林バスセンター
  - 月・水・金曜のみ2便
  - 2009年の改正で追加された。既存バス路線の山麓線（小林 - 飯野駅）を補填する形となっている。

三松循環線
- 小林バスセンター - 市立病院前 - （八幡原市民センター） - 岐道 - 三松北 - 園田病院前 - 岐道 - 小林バスセンター
  - 平日・土曜5便（火・木・土曜のみ6便）
  - 当バス発足時は、宮交バスによる運行であった（昼前1便のみ運行）。2009年の改正で転換された。[5]

### 廃止路線
上原循環線
- 小林バスセンター - 下の馬場 - 水の手橋 - 東方 - 陰陽石 - 上原 - 競馬場前 - 岐道 - 小林バスセンター
  - 火曜・木曜のみの2便
  - 2009年の改正で追加された。
  - 廃止時期は不明。

## 車両
市が保有するいすゞ・ジャーニーJ（29人乗り）が2台使用されている。場合によっては、宮崎交通の小型バスが使用されることもある。

## 乗合タクシー

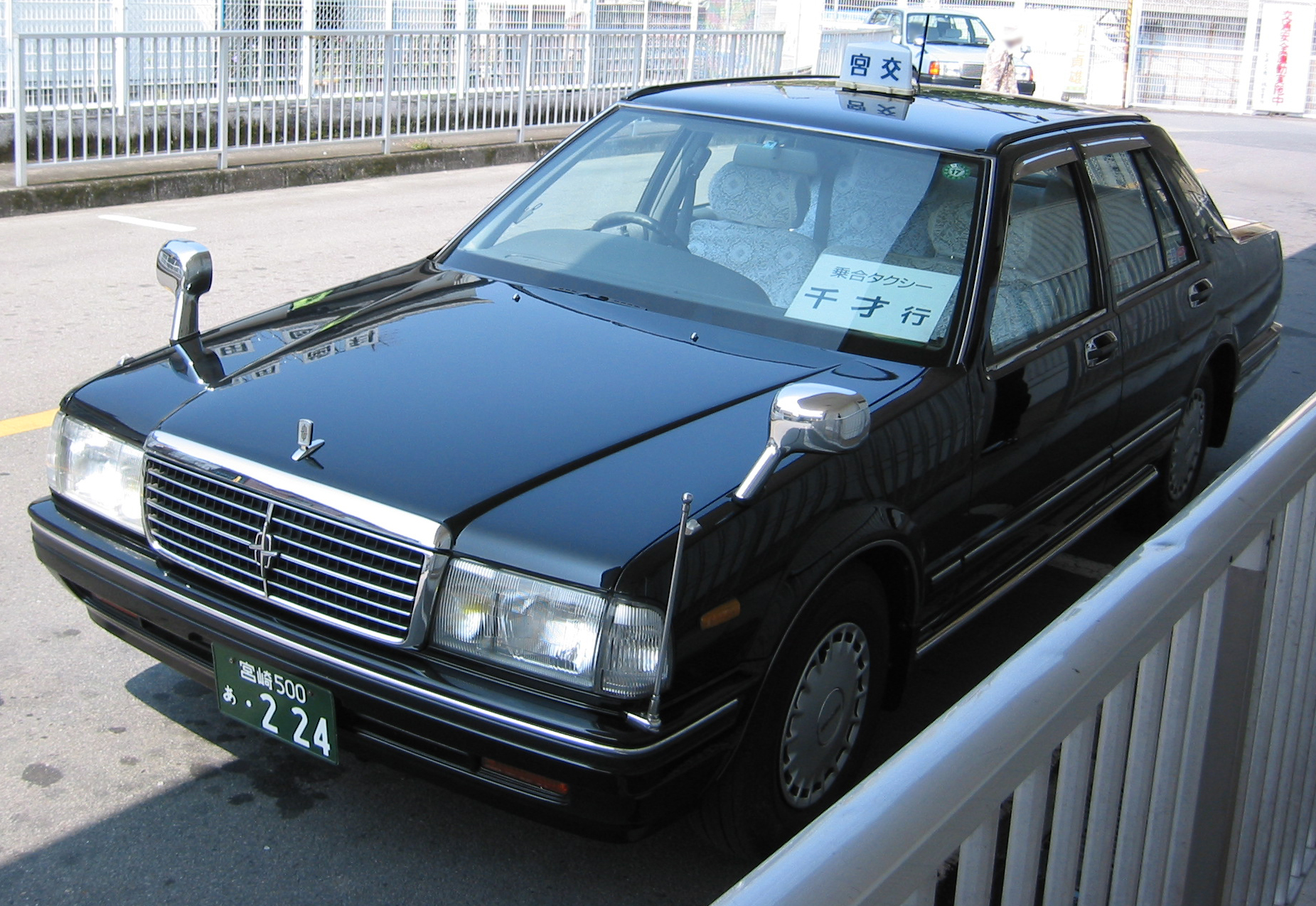
乗合タクシー小林 - 千才線の車両（当時）

運行はすべて、宮交タクシー小林営業所が行い、運賃は距離比例制（ただし、コミュニティバス発足後の千才線は当バスと同じ運賃）をとっていた。その後、すべてコミュニティバスに転換された。
- 小林 - 南が丘線
  - 小林バスセンター - 市役所下 - 新生町 - 南島田 - 牧場 - 大王 - 南が丘中央
  - 長らく大王までの乗合タクシー運行であったが、2005年の改正で南が丘中央まで延長となった。
  - 小林 - 牧場のみの利用は不可で、牧場 - 南が丘は自由乗降制をとっていた。
  - コミュニティバス運行開始時に種畜牧場線に統合される形で転換されている。
  - 廃止直前は9時頃に小林バスセンター行き1便、昼1時頃に南が丘行きの日祝運休であった。
- 小林 - 種畜牧場線
  - 小林バスセンター - 市役所下 - 新生町 - 南島田 - 水落し - 牧場 - 洗出し - 夷守 - 竹山入口 - 種畜牧場
  - 2004年のダイヤ改正で、バス運行からタクシー運行に転換された。
  - 廃止直前は、1日2往復（10時ごろ、14時ごろ）の日祝運休であった。
- 小林 - 環野線
  - かつてはえびの高原まで向かうバス路線で1日4往復であった。
  - 2006年のダイヤ改正で宮交タクシーに転換され、環野まで路線短縮された。
  - 現在、土・日・祝のみえびの高原行きが復活している（季節運行、一部停留所通過）。
- 小林 - 千才線
  - 小林バスセンター - 石塚 - 大久保 - 西小林駅 - 岐道 - 東大出水 - 西大出水 - 上大出水 - 千才
  - 転換後もしばらく乗合タクシー運行であった。
  - 小林 - 石塚のみの利用は不可で、石塚 - 千才は自由乗降制をとっていた。
  - 廃止直前は、8時頃に小林バスセンター行き1便、昼12時ごろに千才行きの日祝運休であった。